# Вошизиевые
Вошизиевые (лат. Vochysiaceae) — семейство двудольных растений, входящее в порядок Миртоцветные (Myrtales).

## Ботаническое описание

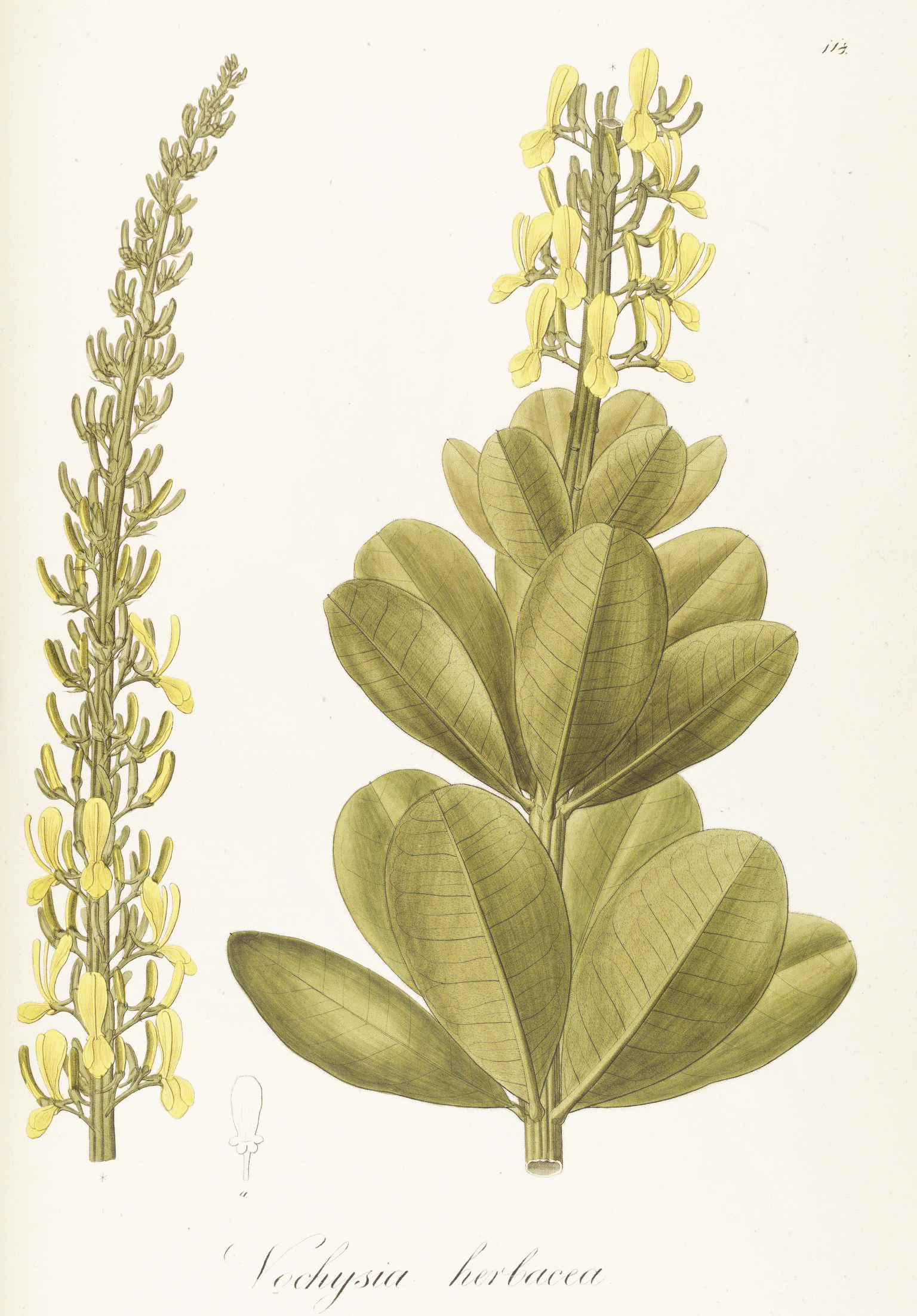
Vochysia herbacea

Деревья или кустарники с супротивными листьями. Цветки зигоморфные, 1-, 3- или 5-членные, многочисленные. Имеется шпорец, содержащий нектар, который привлекает различных опылителей, от небольших пчел до бражников и колибри. Завязь нижняя или верхняя. Имеется единственная фертильная тычинка. Плод — крылатка или коробочка. 

## Распространение
6 из 8 родов семейства являются неотропическими растениями. Представители родов эрисмадельфус  (Erismadelphus) и Korupodendron встречаются в Западной и Центральной Африке.

## История расселения
Семейство, вероятно, возникло в Центральной Америке. Считается, что род эрисмадельфус (Erismadelphus) отделился от рода эрисма (Erisma) приблизительно 30 миллионов лет назад и проник в Африку.

## Таксономия
Семейство Вошизиевые включает 8 родов:
- Callisthene Mart.
- Erisma Rudge — Эрисма
- Erismadelphus Mildbr. — Эрисмадельфус
- Korupodendron Litt & Cheek
- Qualea Aubl. — Квалея
- Ruizterania Marc.-Berti
- Salvertia A.St.-Hil. — Салвертия
- Vochysia Aubl. — Вошизияtypus